# Witold Tomassi
Witold Tomassi (ur. 13 sierpnia 1912 w Kaliszu, zm. 13 marca 1997 w Warszawie) – polski fizykochemik, specjalista w zakresie elektrochemii i termodynamiki chemicznej, naukowiec i nauczyciel akademicki.

## Życiorys
Pradziadek Witolda Tomassi, prawdopodobnie pochodzenia włosko-węgierskiego, przybył do Polski po węgierskiej Wiośnie Ludów (1848) i zamieszkał na wsi pod Łęczycą. Jego prawnuk urodził się w Kaliszu, w rodzinie Lubosława (1884–1945) i Marianny Aleksandry ze Stefanowiczów (1886–1945). W roku 1919 rodzina zamieszkała w Warszawie, gdzie Witold Tomassi ukończył Państwowe Gimnazjum im. Tadeusza Czackiego. W 1930 roku rozpoczął studia inżynierskie na Wydziale Chemicznym Politechniki Warszawskiej, gdzie już w roku 1933 został zastępcą asystenta. Studia ukończył z wyróżnieniem w 1935 roku. Od września 1936 pracował w Zakładzie Chemii Fizycznej PW na stanowisku asystenta, a następnie starszego asystenta. W latach 1937/1938 towarzyszył Ministrowi Wyznań Religijnych i Oświecenia Publicznego, Wojciechowi Świętosławskiemu, w wyjazdach do królestw Rumunii i Węgier. Stopień doktora nauk technicznych otrzymał – również z wyróżnieniem – w kwietniu 1939 roku. 
W latach II wojny światowej uczestniczył w tajnym nauczaniu na Uniwersytecie Warszawskim (wykłady  z chemii ogólnej i nieorganicznej) i w Liceum im. Joachima Lelewela. Uczył też legalnie w Liceum Metaloznawczo-Odlewniczym. 
W 1941 zorganizował wywiad przemysłowy ZWZ-AK Okręgu Warszawskiego. Był kierownikiem wywiadu przemysłowego w II Wydziale Okręgu Warszawskiego (od lipca 1943 – II Wydziału Obszaru Warszawskiego AK). Działał pod pseudonimami „Metalowiec” i „Przemysłowiec”. Za tę działalność otrzymał dwie pochwały oraz podziękowanie od Rządu Polskiego w Londynie. Wywiad przemysłowy AK został zlikwidowany w sierpniu 1944 roku, a jego pracownicy nie dostali przydziałów mobilizacyjnych, a otrzymali rozkaz opuszczenia Warszawy – Tomassi spędził okres powstania warszawskiego u rodziny w Tarczynie. 
Na początku 1945 roku Witold Tomassi wrócił do Warszawy i do pracy na Wydziale Chemicznym Politechniki Warszawskiej, gdzie w tym samym roku przeprowadzono przewód habilitacyjny, zakończony nadaniem tytułu docenta chemii fizycznej (zatwierdzonym przez Ministra Oświaty pismem z 30.11.1945) i powierzeniem stanowiska kierownika Zakładu Chemii Fizycznej (od 1951 r. – Katedra Chemii Fizycznej). W listopadzie 1946 roku został mianowany docentem etatowym, w listopadzie 1948 roku – profesorem nadzwyczajnym chemii fizycznej (dekret Prezydenta Rzeczypospolitej), a w 1958 roku – profesorem zwyczajnym.      
Poza pracą  Politechnice Warszawskie Witold Tomassi był w latach 1945–1948 nauczycielem w III Gimnazjum i Liceum Miejskim (1945–1946) i w Państwowym Liceum Chemicznym (1945–1948). Kierował też Pracownią Elektrochemiczną w Głównym Instytucie Chemii Przemysłowej (1948–1951).  
Witold Tomassi opuścił Politechnikę Warszawską w 1970, na znak protestu przeciw reformie uczelni wyższych, przeprowadzonej po wydarzeniach marcowych 1968 (przekształcenie katedr w instytuty) – został kierownikiem Instytutu Chemii w Wojskowej Akademii Technicznej. W latach 1975–1982 (do emerytury) pracował w radomskiej filii Politechniki Świętokrzyskiej, a następnie jako doradca naukowy w Instytucie Mechaniki Precyzyjnej w Warszawie.
Był mężem Elżbiety z Jakubowskich (1914–1987).
Zmarł w Warszawie, został pochowany na cmentarzu parafialnym w Tarczynie.

## Zajmowane stanowiska
Witold Tomassi był zatrudniony w okresie:
- 1933–1939 i 1945–1970 – na Wydziale Technologii Chemicznej Politechniki Warszawskiej, od 1947 roku jako kierownik Katedry Chemii Fizycznej (funkcję przejął od prof. Wojciecha Świętosławskiego; był również dziekanem Wydziału)[6],
- 1970–1975 – w Wojskowej Akademii Technicznej, jako dyrektor Instytutu Chemii[7],
- 1975–1982 – w filii Politechniki Świętokrzyskiej w Radomiu (później – Wyższa Szkoła Inżynierska w Radomiu i Politechnika Radomska, a obecnie Uniwersytet Technologiczno-Humanistyczny im. Kazimierza Pułaskiego w Radomiu), jako profesor zwyczajny na Wydziale Materiałoznawstwa i Technologii Obuwia,
- 1982–1988 – w Instytucie Mechaniki Precyzyjnej w Warszawie, jako doradca naukowy.

## Tematyka pracy naukowej i publikacje
Witold Tomassi był specjalistą w dziedzinie elektrochemii. Za szczególnie doniosłe są uważane jego osiągnięcia dotyczące zastosowania elektrod wykonanych z węgla aktywnego (elektrody proszkowe), których zastosowanie pozwoliło zmniejszyć zużycie energii potrzebnej do elektrolizy dzięki wykorzystaniu energii adsorpcji. Badania procesów regeneracji elektrod proszkowych, tracących aktywność po zajęciu miejsc aktywnych na ich powierzchni, było opracowanie zasad działania proszkowych elektrod dwubiegunowych i elektrolizerów z obwodami wtórnymi (przykład: wykorzystanie elektrod nasyconych chlorem w procesie chlorowania związków organicznych). Zastosowanie elektrolizerów zawierających obwody wtórne w galwanotechnice pozwoliło nie tylko zmniejszyć zużycie energii, ale również poprawić jakość otrzymywanych powłok galwanicznych. 
Witold Tomassi jest autorem ponad 270 publikacji naukowych i 10 patentów. Wyniki badań elektrod proszkowych zostały opublikowane np. w „Advances in Chemical Physics” w 1961 roku. W „Electrochimica Acta” i „Journal of Electroanalytical Chemistry” ukazały się w latach 1959–1979 artykuły:
- Étude potentiométrique des couches adsorptives sur la poudre de charbon (1959),
- Untersuchungen des mechanismus einer mit kohle ausgeführten chlorelektrode mit hilfe von pulverelektroden (1960),
- Über die erscheinung der verminderung des potentials der pulverelektrode im system Cl2/Cl−/H2O und die möglichkeit einer auswertung desselben (1962),
- Etude sur les proprietes electrochimiques des poudres (1962),
- Sur la possibilite de realiser une grande economie d'energie electrique dans le processus de l'electrolyse au moyen des electrodes a poudre (1962),
- Critere thermodynamique d'estimation des poudres destinees a la construction des electrodes'' (1963),
- Application de l'electrode a poudre bipolaire au couplage de deux processus d'electrolyse (1965),
- Methode nouvelle et aisee d'obtention des electrodes Ag/AgCl/Cl−  (1974),
- New methods of fabricating β-alumina (1979).

Wyniki prac dotyczących elektrod proszkowych i elektrolizerów z obiegami wtórnymi zostały również opatentowane w Polsce:   
- Witold Tomassi: Sposób prowadzenia elektrolizy z zastosowaniem elektrod proszkowych (1962)[10],
- Witold Tomassi, Zbigniew Dominiczak: Sposób utrzymywania zdolności adsorpcyjnej elektrod proszkowych[11],
- Witold Tomassi, Jerzy Bryłka: Układ do prowadzenia procesów elektrochemicznych (1979)[12]

Wynalazków nie opatentowano poza Polską, co Witold Tomassi komentował (fragment własnoręcznie sporządzonego CV):

Moje osiągnięcia naukowe należą do nauk podstawowych, termodynamiki chemicznej i elektrochemii. Zastosowanie przemysłowe znalazły opracowane przeze mnie elektrolizery z obwodami wtórnymi (ang. bipolar unit). Pierwsza publikacja na ten temat ukazała się w 1965. Elektrolizery te nie zostały opatentowane poza Polską. Od 1976 r. wzbudziły duże zainteresowanie za granicą i znalazły zastosowanie do elektrolizy roztworów chlorku sodowego. Elektrolizery z obwodami wtórnymi są opatentowane przez osoby z personelu dużych koncernów przemysłowych.

Bogdan Brózda, w artykule Ojciec i syn (poświęconym W. Tomassiemu i jego synowi – Piotrowi), napisał na ten temat:

Potwierdzenie tej oceny znaleźć można choćby w opracowaniu „Kto jest kim w 1984 r." (Wyd. Interpress), gdzie na podstawie szczegółów biograficznych profesora stwierdza się, że jest to autor elektrolizerów z obwodem wtórnym stosowanych od 1976 r. w przemyśle Japonii, USA, ZSRR, RFN, Wlk. Brytanii, Belgii, Francji, Kanady i Szwecji. W innej dokumentacji dotyczącej profesora wymieniono koncerny stosujące nowatorskie rozwiązania polskiego wynalazcy. Są to: Ashai Chemical Industry, PPG, Industries Inc, Siemens, ICl, Solvay, Bell Telephone, Kerr – Mc Cree Chemical Corp. Jako w pewnym sensie rekompensatę za to dowolne wykorzystanie opracowań profesora można uznać jego udział w opiniowaniu kandydatów do Nagrody Nobla z chemii. Z pewnością jednak było to uznanie wysokiej pozycji międzynarodowej naukowca.

Powszechnie znanymi publikacjami Witolda Tomassiego są podręczniki akademickie (opracowania własne, ze współautorami i tłumaczenia), np:
1. Witold Tomassi, Chemia nieorganiczna, wyd. Fuksiewicz 1949, PWN 1952 i 1953,

1. Witold Tomassi, Jony i atomy jako składniki materii, PWN 1952,
2. Witold Tomassi, Podstawy termodynamiki chemicznej, PWN 1950 i 1953,
3. Witold Tomassi, Termodynamika chemiczna, tom I – PWN 1954, tom II – PWN 1955, tom III – PWN 1956,
4. Witold Tomassi, Helena Jankowska, Chemia fizyczna, skrypt tom I – wyd. PW 1970, tom II –  wyd. PW 1971;  WNT 1973 i 1980,
5. Aleksander Brodski (tł. z ros.: Witold Tomassi), Termodynamika chemiczna, cz. 2, PWT 1951,
6. Smith J. M. (tł. z ang.: Witold Tomassi przy współudziale Marii Prokopowicz) Kinetyka procesów chemii stosowanej, PWT 1960,
7. Aleksander Brodski (autoryzowany popr. i uzup. przekład z ros.: Józef Hurwic i Witold Tomassi), Chemia fizyczna, PWT 1951, PWN 1954.

## Ordery i odznaczenia
- Krzyż Kawalerski Orderu Odrodzenia Polski
- Krzyż Armii Krajowej
- Medal 10-lecia Polski Ludowej (19 stycznia 1955)[14]
- Medal PAN im. Marii Skłodowskiej-Curie
- Odznaka tytułu honorowego „Zasłużony Nauczyciel PRL” (1978)
- Krzyż Oficerski Orderu Korony Rumunii (Rumunia)
- Krzyż Kawalerski Orderu Zasługi Republiki Węgierskiej (Węgry)
- Medal Universite Libre de Bruxelle (Belgia, dwukrotnie, w latach 1956 i 1966)

Źródło

## Wspomnienia
Jerzy Bryłka, jeden ze studentów, a następnie doktorantów i współpracowników Witolda Tomassiego napisał:

Jego wykłady i zajęcia cieszyły się dużym uznaniem. Był przez studentów szanowany i lubiany, mimo że egzamin u niego był jednym z najtrudniejszych podczas studiów. Był człowiekiem wszechstronnie wykształconym, przyrodnikiem, z dobrą znajomością matematyki. Życzliwy ludziom, wierny w przyjaźni i bezinteresowny. Jednak zbyt szczery, przez co niekiedy popadał w konflikty. O tych nieporozumieniach szybko zapominał on sam i życzliwi mu koledzy.

Syn W. Tomassiego, dr Piotr Tomassi, który zajmuje się również problemami elektrochemii i galwanotechniki, pisał o ojcu m.in.: 

Był człowiekiem wymagającym także w domu. Solidny, punktualny, dotrzymujący przyrzeczeń. Ojciec był zawsze nadzwyczaj punktualny. Wymagał punktualności od innych i sam był zawsze wzorem pod tym względem.

Wykazywał skłonność do humanistyki. Czytał liczne opracowania z historii powszechnej oraz Polski. Popularne i naukowe. Jako hobby uprawiał też turystykę rowerową. Kilka razy przemierzył trasę Warszawa-Gdańsk na rowerze wraz z ulubionym psem, owczarkiem alzackim, który biegł obok.